# 王乔林
王喬林（？—？），字文河，浙江杭州府錢塘縣人，清朝政治人物。

## 生平
雍正元年（1723年）癸卯恩科三甲第四十四名進士。選翰林院庶吉士，授江蘇無錫縣知縣，四年（1726年）分無錫縣置金匱縣，調金匱縣知縣，六年（1728年）調荊溪縣知縣，同年復任金匱縣知縣，九年（1731年）升松江府知府，乾隆十一年（1746年）任山西平陽府知府。王喬年曾擔任揚州安定書院山長。